# 耶夫勒河

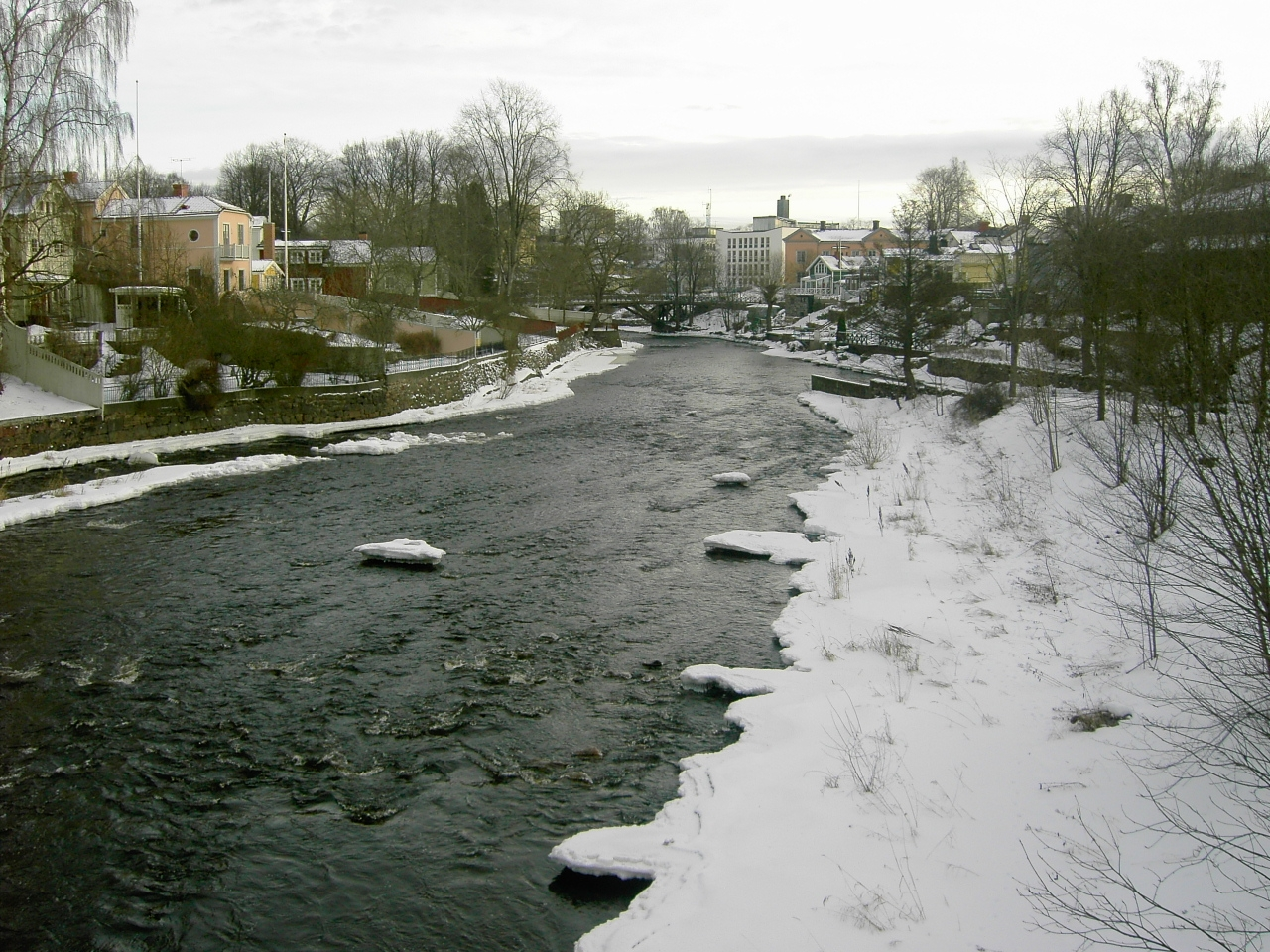

耶夫勒河是瑞典的河流，位於耶夫勒堡省，發源自斯圖爾湖，最終注入波的尼亞灣，河道全長129公里，流域面積2,460平方公里，平均流量每秒21立方米。